# Henry Percy, 1:e earl av Northumberland
Henry Percy, 1:e earl av Northumberland, född 10 november 1341, död 20 februari 1408, far till Henry "Harry Hotspur" Percy. Hans mor var Mary av Lancaster, barnbarn till Edmund Krokrygg (son till Henrik III av England).
Han dödades i slaget vid Branham Moor.